# Attacco al potere 3 - Angel Has Fallen
Attacco al potere 3 - Angel Has Fallen (Angel Has Fallen) è un film del 2019 diretto da Ric Roman Waugh.
La pellicola, sequel di Attacco al potere 2 del 2016, è il terzo capitolo della saga iniziata nel 2013 con Attacco al potere - Olympus Has Fallen.

## Trama
L'agente del Secret Service Mike Banning è sottoposto a un addestramento in una struttura militare privata poiché candidato dal presidente degli Stati Uniti d'America, Allan Trumbull, ad assumere la carica di Direttore del Secret Service in sostituzione del pensionando David Gentry. Tuttavia, Banning nasconde che soffre di forti emicranie e di insonnia e che è costretto a visite mediche periodiche per controllare il suo stato di salute, oltre che ha iniziato ad assumere farmaci contro il forte dolore alla schiena.
Mentre il Presidente si trova in una gita di pesca fuori porta, dei droni armati attaccano la scorta presidenziale, uccidendo tutti i membri, risparmiando però Banning che riesce fortunatamente a salvare il Presidente da morte certa, ma che cade in coma. Indagando sul caso, l’agente dell'FBI Helen Thompson trova delle prove sostanziali circa la colpevolezza di Banning nello sferrare l'attacco, come ciocche di capelli e tracce di DNA presenti nel furgone usato per lanciare i droni e gestire l'attacco. Di conseguenza, Banning viene immediatamente arrestato non appena si riprende dopo essere stato ferito.
Nel tragitto verso il luogo di detenzione, la scorta armata e Banning subiscono un'imboscata. Gli assalitori giustiziano tutte le guardie e prelevano Banning, il quale riesce a scappare dopo aver mandato il veicolo fuori strada creando trambusto e dopo aver ucciso gli assalitori. Egli scopre che alcuni di loro erano gli stessi agenti presenti all'addestramento militare. Fuggendo, chiama da una cabina telefonica la moglie Leah, dicendole che è vivo e che sta bene. La chiamata viene intercettata dalla polizia e la Thompson, scoperta la sua posizione, invia tutte le pattuglie disponibili ad arrestarlo. Ne risulta un inseguimento, ma Banning riesce a fuggire e si dirige verso la casa di suo padre nei boschi.
Con Trumbull ancora in coma, il vicepresidente degli Stati Uniti d'America Martin James Kirby giura come Presidente facente funzioni. Successivamente si scopre che Wade Jennings, un amico di Banning ed ex compagno Ranger dell'esercito, adesso amministratore delegato di una compagnia paramilitare di nome Salient Global, lo ha incastrato. Attraverso delle telecamere di videosorveglianza, Banning e il padre Clay osservano gli uomini di Jennings avvicinarsi verso la casa; Clay fa detonare degli esplosivi piazzati precedentemente lungo il perimetro della casa, uccidendo gli uomini armati mentre lui e Banning scappano. Al contempo, egli rivela al padre di avere una moglie e una figlia. Leah e la figliola stanno per essere prelevate con la forza dagli uomini di Jennings, entrati nella casa piantonata dalla polizia da un'entrata secondaria, ma Clay riesce a salvarle. Kirby rivela alla stampa che Banning è responsabile del tentato omicidio del Presidente grazie al supporto degli alti vertici del Governo Russo.
Trovando i cadaveri attorno alla casa di Clay, la Thompson capisce che Banning è stato incastrato. Banning scappa con il veicolo del padre, ma viene rintracciato dalle telecamere di sorveglianza stradale mentre mostra un foglio con su scritte delle coordinate geografiche. Esse conducono l'agente Thompson e il collega al capanno del padre, dove c'è la squadra della Salient Global uccisi da Mike e Clay, l'agente Thompson e il collega si recano alla base della Salient, dove incontrano Jennings, il quale dopo essere quasi stato scoperto li uccide entrambi. Trumbull si sveglia dal coma e Kirby si rivela coinvolto con Jennings dal momento che vuole vendicare il "tentato assassinio" del Presidente attaccando la Russia. Banning raggiunge l'ospedale dove è ricoverato Trumbull e grazie ad uno stratagemma riesce a superare tutti i controlli di sicurezza ed arrivare nel reparto di terapia intensiva, dove viene catturato dagli agenti. Si scopre che si è consegnato autonomamente per poter parlare con il Presidente, cosa che gli viene concessa. Egli avverte il Presidente che i terroristi stanno per attaccare l'ospedale e che non è più al sicuro; Trumbull gli crede e ordina immediatamente il suo rilascio. Trumbull viene portato in salvo con l'aiuto di Gentry e di altri agenti non corrotti, mentre Jennings distrugge l'unità di terapia intensiva dell'ospedale aumentando l'apporto di ossigeno e azoto a livelli instabili, causando un'esplosione in cui l'ospedale crolla su se stesso.
Banning nasconde il Presidente Trumbull e Gentry in uno sgabuzzino mentre gli uomini di Jennings li inseguono dentro un'ala dell'ospedale non danneggiata dall'esplosione. Dopo una lunga sparatoria, Jennings tenta di fuggire in elicottero, ma Banning lo distrugge con un lanciagranate un attimo prima del decollo. Dopo una lotta corpo a corpo, Banning uccide Jennings perforandogli l’arteria ascellare con una coltellata. Banning viene prosciolto dalle accuse, mentre Trumbull e Gentry arrestano Kirby per alto tradimento a causa delle prove scoperte dalla Thompson. Clay decide alla fine di vivere con Banning e la sua famiglia. Sentendosi in colpa per la sua incapacità di proteggere Trumbull e preoccupato per i suoi disturbi non rivelati, Banning offre le sue dimissioni ma Trumbull perdona i suoi errori e gli offre la promozione a Direttore del Secret Service che in definitiva accetta.

## Produzione
Il progetto viene annunciato il 26 ottobre 2016, quando viene diffuso il titolo e la notizia che Gerard Butler riprenderà il ruolo del protagonista e di produttore come nei precedenti film della serie. Il 25 luglio 2017 Ric Roman Waugh ottiene la regia del film.
Il 10 gennaio 2018 Holt McCallany entra nel cast per interpretare Wade Jennings, un ex militare capo di un'azienda tecnologica, ma successivamente McCallany abbandona il progetto a causa dei suoi impegni sul set della serie televisiva Mindhunter.
Il budget del film è stato di 40 milioni di dollari; le riprese sono iniziate il 7 febbraio 2018 nella contea inglese del Surrey.

## Colonna sonora
Il 22 gennaio 2019 viene annunciato che David Buckley comporrà la colonna sonora del film, in sostituzione di Trevor Morris, compositore delle colonne sonore dei primi due capitoli.

## Promozione
Il primo trailer del film viene diffuso il 16 maggio 2019.

## Distribuzione
La pellicola è stata distribuita nelle sale cinematografiche statunitensi a partire dal 23 agosto 2019 ed in quelle italiane dal 28 agosto dello stesso anno.

## Accoglienza

### Incassi
Nel primo weekend di programmazione nelle sale statunitensi, il film si posiziona al primo posto del botteghino incassando 21,5 milioni di dollari.

### Critica
Sull'aggregatore Rotten Tomatoes il film riceve il 39% delle recensioni professionali positive con un voto medio di 5 su 10 basato su 191 critiche, mentre su Metacritic ottiene un punteggio di 45 su 100 basato su 33 critiche.

## Sequel
Nel giugno 2020 Gerard Butler ha dichiarato che un quarto capitolo della serie è in fase di sviluppo, insieme al regista Ric Roman Waugh. Nel novembre dello stesso anno il sequel viene annunciato: scritto da Robert Mark Kamen e diretto sempre da Ric Roman Waugh, il film si intitolerà Night Has Fallen e vedrà il ritorno di Gerard Butler come protagonista e produttore.